# アルド・ブージ
アルド・ブージ（伊: Aldo Busi、1948年2月25日－）は、イタリアのモンティキアーリ生まれの作家。翻訳、コラム、旅行報告なども手がけ、テレビにも出演する。
その作品の内容についてはさまざまな議論があるが、1980年代から活躍している作家のうちでは高い評価を獲得している。また反教会的立場を明らかにしており、それが議論や非難の対象にされることが多い。

## 生涯

### 幼年期、最初の文学的試み
ブージは1948年2月25日にロンバルディア州ブレシア県のモンティキアーリで生まれた。生活は苦しく、父母兄弟に囲まれて育つ。しばらくすると文学の才能を見せ始めた。（ブージ自身によれば小学校三年生のころ、彼の作文はすでに特別な目で見られていたという。）13歳のころ食堂を経営していた父に学校をやめさせられ、ガルダという町で給仕として働かされた。その後ミラノ、パリ、ベルリン、ニューヨーク、ロンドンと各地を転々とし、どこでも給仕として生活費を稼いだ。様々な外国語を学び（フランス語、ドイツ語、英語）、また Il Monoclino を推敲し続けた。（Il Monoclino は1984年にアデルフィ出版社から出版されるべき Seminario sulla gioventù の初稿。）
イタリアに帰った後、しばしば通訳として働き（二つ目の長編小説 Vita standard di un venditore provvisorio di collant の基盤となる経験）、またイギリスやドイツの作家の優れた翻訳も行っている（ジョー・アッカリー、ハイミート・フォン・ドーデラー、J.W.ゲーテ、メグ・ウォリッツァー、クリスティナ・ステッド）。1976年にはフィレンツェで大学入学資格を取り、1981年にはヴェローナ大学（en）で言語と外国文学の学位を取得している。卒業論文ではアメリカの詩人ジョン・アッシュベリーを扱い、1983年には彼の「凸面鏡の中の自画像」を翻訳している。

### 作家としての始まりと成功
ブージの作家活動の始まりは1984年の長編 Seminario sulla gioventù にたどられる。作品は読者にはおおむね好評であったが、批評家からはあまり受け入れられなかった。しかし同年ブージはモンデロ賞の「opera prima」を獲得した。ブージはこの作品を何度も改訂しており、最も新しい版は2003年アデルフィ出版社から出版されたものである。なお、最新版にはこれまで未公開であった未完成章 Seminario sulla vecchiaia が収録されると共に、ブージはこの処女作が世に出てよかったことと悪かったことを書き加えている。この本は様々な世代、町で人気をさらい、後の作品である Manuale della perfetta Gentildonna や Sentire le donne と同様に大きな成功をもたらした。また1987年ベルガモ賞の最終候補になった。1989年トレントで猥褻物頒布罪で起訴される。Sodomie in corpo 11 に同性愛者の性的描写が含まれていたためだった。無罪放免こそされるが、判決文には、なぜなら「そのような事実は存在せず」といった決まり文句が何度も繰り返されていた。この模様は放送局 RaiTre のテレビ番組 Un giorno in Pretura でも放送された。Sodomie in corpo 11 のペーパーバック版が出た際、このトレントで起きた出来事が Carmen Covito によって正確に再現され、収録された。
作品の数は多く、長編小説は Seminario sulla gioventù、Vita standard di un venditore provvisorio di collant、La Delfina Bizantina、Vendita galline Km 2、Suicidi dovuti、Casanova di se stessi の六作がある。旅行報告には Sodomie in Corpo 11 から Altri Abusi までのもの、La camicia di Hanta から Bisogna avere i coglioni per prenderlo nel culo までのものがある。さらにシリーズ物である Manuali «per una perfetta umanità»や目録に収められていない様々な作品がある。（短編小説、旅行報告、「千年末」のパンフレット：Un cuore di troppo、Cazzi e canguri (pochissimi i canguri)、Per un'Apocalisse più svelta など。）これらもブージの論客や語り手としての名声に貢献した。ブージの作品は十一の言語に翻訳されている。
ブージは作家として成功した後も英語、ドイツ語、昔のイタリア語からさまざまな作品を翻訳した。それらはルイス・キャロルの「不思議の国のアリス」、ジョヴァンニ・ボッカッチョの「デカメロン」、バルダッサーレ・カスティリオーネの「宮廷人」、フリードリッヒ・シラーの「たくらみと恋」などである。さらにミラノ・フラッシネリ出版社の I Classici Classici シリーズの編集を手がけている。 